# Enrico Guggiari
Enrico Guggiari (1947) è uno sciatore nautico e pilota di rally italiano.
Pioniere della specialità della velocità nello sci nautico, ha conquistato il titolo nazionale nelle prime tre edizioni del campionato nazionale tra il 1970 e il 1972. A livello europeo ha vinto il titolo nel 1975.
Chiusa la carriera da sciatore nautico, si è dedicato ai rally automobilistici esordendo al rally di Sanremo del 1976. Il risultato più importante lo ha ottenuto vincendo una Hong Kong-Pechino. La sua ultima impresa automobilistica è stata una Pechino-Parigi nel 2019.
Dal 2020 è presidente dell'Aero Club di Como.

## Risultati nel WRC
| 1988 | Scuderia                | Vettura       |  |  |  |     |  |  |  |  |  |  |  |  |  |  |  |  | Punti | Pos. |
| ---- | ----------------------- | ------------- |  |  |  | --- |  |  |  |  |  |  |  |  |  |  |  |  | ----- | ---- |
| 1988 | Mazda Rally Team Italia | Mazda 323 4WD |  |  |  | Rit |  |  |  |  |  |  |  |  |  |  |  |  | 0     |      |

| Legenda | 1º posto | 2º posto | 3º posto | A punti | Senza punti | Ritirato | Squalificato | NP=Non partito C=Gara cancellata | Apice=Power stage |